# KJots
KJots — записная книжка, созданная в рамках проекта KDE. Предназначена для создания быстрых заметок и записей. Использует древовидную структуру для организации «книг» и «страниц», которые можно свободно перемещать и переименовывать. «Книга» показывает содержание страниц и ссылки.
Стиль записей аналогичен wiki-стилю приложений Gnudiary, Tomboy, Gnote, TiddlyWiki и других.
Интегрируется в программу kontact.